# Chromatomyia poae
Chromatomyia poae är en tvåvingeart som beskrevs av Griffiths 1980. Chromatomyia poae ingår i släktet Chromatomyia och familjen minerarflugor. Inga underarter finns listade i Catalogue of Life.